# Milieucategorie
Milieucategorie is een vakterm uit de planologie en milieukunde in Nederland. Het is een classificatie van de belasting die een (bedrijfs)activiteit kan leggen op het milieu. De classificatie is ontworpen door de Vereniging van Nederlandse Gemeenten (VNG) en bestaat uit zes categorieën: 1 tot en met 6. Hoe hoger de klasse, hoe intensiever de belasting van het milieu. In de laagste categorie zit bijvoorbeeld de woonfunctie. In de hoogste categorie olieraffinaderij of kerncentrale.

## Filosofie van milieuzonering
In de jaren zestig van de twintigste eeuw is het besef ontstaan dat sommige functies zich niet fysiek naast elkaar kunnen bevinden omdat zij een gevaar vormen voor elkaar. In die jaren begon men met de aanleg van terreinen waar zich uitsluitend bedrijven bevinden. In de loop der jaren kreeg men met voortschrijdend inzicht door dat men ook niet alle bedrijven naast elkaar kan situeren, willen deze elkaar niet hinderen. In 1986 is door de VNG een handreiking uitgegeven waarin staat welk soort bedrijf tot welke milieucategorie behoort. De milieuzonering zorgt ervoor dat nieuwe bedrijven een juiste plek krijgen in de nabijheid van woningen. En de nieuwe woningen op een verantwoorde afstand van bedrijven komen te staan.

## Toepassing milieucategorie
Sinds 1986 stelt de VNG een basislijst met bedrijvenactiviteiten samen: de handreiking ‘Bedrijven en Milieuzonering’. Deze handreiking wordt elke tien jaar geactualiseerd: 1986, 1998, 2007. In de handreiking is een lijst met ruim 600 verschillende typen bedrijvigheid opgenomen. Bij het bepalen van de milieubelasting letten de ambtenaren van VNG niet alleen op de chemische milieubelasting, maar ook de stank en geluidbelasting spelen een rol.
Naast elk type bedrijvigheid staat de SBI-code, milieucategorie en de richtafstand vermeld. De belangrijkste toepassing van de handreiking Bedrijven en Milieuzonering is bij het opstellen van een bestemmingsplan met bedrijfsbestemmingen.
Aan de hand van de lijst met milieucategorieën en bedrijfsactiviteiten wordt in het bestemmingsplan een Staat van Bedrijfsactiviteiten opgesteld. Deze lijst wordt toegevoegd aan de voorschriften van het bestemmingsplan en wordt een bindend document voor burgers en bedrijven. De handhaving van de milieucategorie wordt door de gemeente uitgevoerd. Hoe hoger de milieucategorie, hoe vaker de controle. Vanaf Milieucategorie 4 is het wettelijk verplicht om de naleving één keer per jaar te controleren.
De lijst met milieucategorieën en bedrijfsactiviteiten wordt gebruikt bij: 
- het realiseren van een nieuw bedrijventerrein of woningbouwlocatie,
- de locatiekeuze van een activiteit,
- ruimtelijke inpassing van woningen nabij een bedrijventerrein of andersom.

Soms worden bedrijven die al op een bedrijventerrein zijn gevestigd vrijgesteld van bestemming. Dit wordt getoetst aan deze lijst om een zogenaamde maatbestemming te krijgen.
Mocht een activiteit niet aan de milieucategorie voldoen dan moeten er compenserende maatregelen worden getroffen om de veroorzaakte milieubelasting te mitigeren (verzachten). De VNG heeft in de handreiking deze toepassingen in concrete praktijkgerichte stappenplannen uitgewerkt.

## Voorbeelden
Milieucategorie 1fietsenmaker, boekbinderij, kapperszaak, woning met propaantank, pottenbakkerij, tandartspraktijk, meubelzaak, sportaccommodatie, gasdrukmeet- en regelstation, riool- en poldergemaal, caravanstalling
Milieucategorie 2fietsen- en brommermaker, bedrijf met propaantank, bouwbedrijf, melkveehouderij, fruitteeltbedrijf, houtbewerkingsbedrijf, bedrijfseigen motorvoertuigstalling, manege, brood- en banketbakkerij, supermarkt en detailhandel, installatiebedrijf, groothandel
Milieucategorie 3glastuinbouw, grote horeca-aangelegenheid, benzinetankstation, camping/vakantiepark, drukkerij en grafisch bedrijf, opslag- en transportbedrijf, auto- en motorreparatiebedrijf, zwembad/badhuis, hout- en metaalproductiebedrijf, intensieve veehouderij, schietvereniging
Milieucategorie 4bewerkingsfabriek vleesafval, visverwerkingsbedrijf, groenten- en fruitconserveringsfabriek, melkproductenfabriek, zetmeelfabriek, mengvoeder, vervaardiging azijn en kruiden, bierbrouwerij, tabaksverwerkingsindustrie, lederfabriek, vervaardiging pulp, smeeroliënfabriek, verf- en lakfabriek, farmaceutische grondstoffenfabriek, betonfabriek, gipsfabriek
Milieucategorie 5gasbehandelingsinstallatie, vetsmelterij, destructiebedrijf, vleesmeelbedrijf, koffiebranderij, cokesfabriek, vervaardiging industriegas, landbouwchemicaliënfabriek, kruit- en vuurwerkfabriek, cementfabriek, kalkfabriek, gipsfabriek, ruwijzer- en staalfabriek, scheepsbouw- en reparatiefabriek met proefdraaien motor, vliegtuigbouw en -reparatiebedrijf met proefdraaien motor, elektriciteitsproductiebedrijf, betonfabriek, farmaceutische grondstoffenfabriek, verf- en lakfabriek, kunstmeststoffenfabriek
Milieucategorie 6olieraffinaderij, koolelektrodenfabriek, ruwijzer- en staalfabriek, kerncentrale*
- Hoewel in theorie ook een kerncentrale in een gebied met de hoogste milieucategorie (6) kan bevinden, komt in Nederland in de praktijk niet voor dat een kerncentrale zich op een bedrijventerrein bevindt. Voor een kerncentrale geldt een apart protocol met aparte milieu- en veiligheidseisen.